# L’Art de vérifier les dates

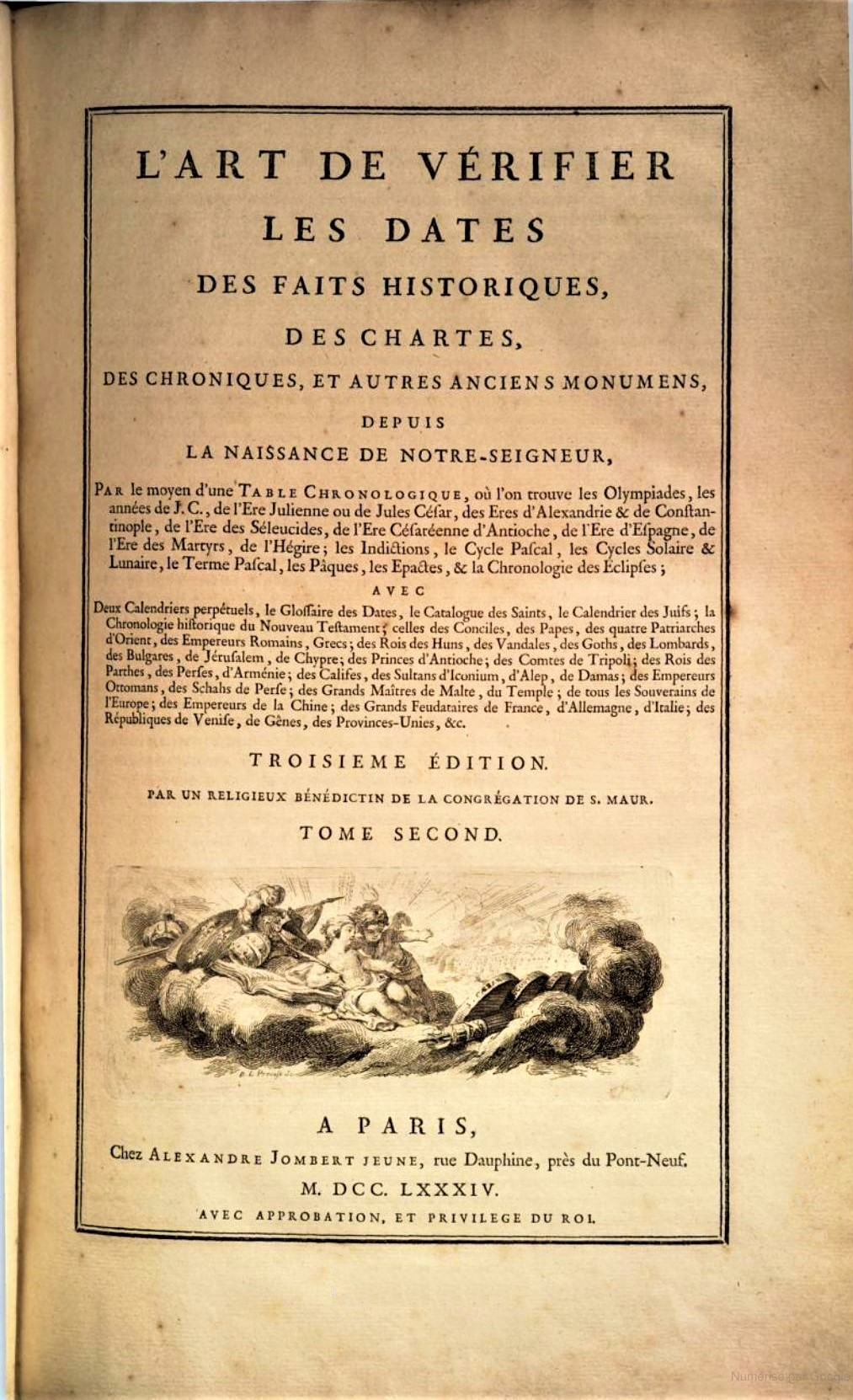
L'Art de vérifier les dates des faits historiques…, dritte Ausgabe, 1784.

L’Art de vérifier les dates ist eine Sammlung von Urkunden und Quellen zur allgemeinen und lokalen Kirchengeschichte sowie Anweisungen zum richtigen Gebrauch der Urkunden zur Geschichtsforschung. Das Werk wurde im Jahr 1750 von Charles Clémencet unter Mitwirkung von Maur Dantine und Ursin Durand veröffentlicht und ist in französischer Sprache verfasst.
Der vollständige Titel lautet:
«L’art de vérifier les dates ou faits historiques des chartes, des chroniques, et anciens monuments depuis la naissance de Jésus-Christ, par le moyen d’une table chronologique, où l’on trouve les années de Jésus-Christ et de l’Ere d’Espagne, les Indictions, le Cycle pascal, les Pâques de chaque année, les Cycles solaires et lunaires. Avec un Calendrier perpétuel, l’Histoire abrégée des conciles, des papes, des empereurs romains, grecs, français, allemands et turcs; des rois de France, d’Espagne et d’Angleterre, d’Ecosse, de Lombardie, de Sicile, de Jérusalem, etc., des ducs de Bourgogne, de Normandie, de Bretagne; des Comtes de Toulouse, de Champagne et de Blois par des religieux bénédictins de la congrégation de Saint Maur.»
In deutscher Übersetzung:
Die Kunst, die Daten oder historischen Fakten der Urkunden, Chroniken und antiken Denkmäler seit der Geburt Jesu Christi zu überprüfen, anhand einer chronologischen Tabelle, worin man die Jahre von Jesus Christus und der Spanischen Ära, die Indiktionen, die Osterzeit, das Osterfest jedes Jahres, die Sonnen- und Mondzyklen findet. Mit einem ewigen Kalender, verkürzten Geschichte von Räten, Päpsten, römischen, griechischen, französischen, deutschen und türkischen Kaisern; den Königen von Frankreich, Spanien, England, Schottland, der Lombardei, Sizilien, Jerusalem usw., den Herzögen von Burgund, der Normandie und der Bretagne; den Grafen von Toulouse, der Champagne und Blois, von den Benediktinermönchen der Kongregation von Saint Maur.
Eine zweite, nun zweibändige Auflage wurde 1770 unter dem Titel L’Art de vérifier les dates historiques, des chartes, des chroniques et autres monuments, depuis la naissance de J.-C. von François Clément publiziert.
Eine dritte Auflage wurde 1783 (nun dreibändig in-folio) unter dem Titel L’art de vérifier les dates des faits historiques, des chartes, des chroniques, et autres anciens monumens, depuis la naissance de Notre-Seigneur, par le moyen d’une table chronologique, ebenfalls durch François Clément publiziert. In den Jahren 1819 bis 1844 wurde das Werk von Nicolas Viton de Saint-Allais stark erweitert.

## Inhalt
Die Urausgabe enthält Daten zu den:
- Herren von Egmond (Seite 1–22)
- Grafen und Fürsten von Ostfriesland (Seite 23–39)
- Bischöfen von Utrecht (Seite 40–69)
- Bischöfen und Erzbischöfen von Mainz (Seite 70–159)
- Bischöfen und Erzbischöfen von Köln (Seite 160–242)
- Bischöfen und Erzbischöfen von Trier (Seite 243–326)
- Herzöge von Franken (Seite 327–335)
- Kurfürsten von der Pfalz (Seite 336–369)
  - Grafen und Herzöge von Pfalz-Simmern (370–372)
  - Herzöge von Zweibrücken (373–379)
  - Pfalz-Neuburg (380–381)
  - Herzöge und Pfalzgrafen von Pfalz-Birkenfeld (381–382)
  - Herzöge und Pfalzgrafen von Pfalz-Sulzbach (386–388)
  - Pfalz-Kleeburg (388)
- Grafen von Ravensberg (390–396)
- Grafen von Veldenz (397–404)
- Zähringer (405–418)
  - Markgrafen von Baden (419–484)
- Landgrafen von Thüringen (485–500)